# Capnia vernalis
Capnia vernalis är en bäcksländeart som beskrevs av Newport 1848. Capnia vernalis ingår i släktet Capnia och familjen småbäcksländor. Inga underarter finns listade i Catalogue of Life.